# Lumbrineris bistriata
Lumbrineris bistriata är en ringmaskart som beskrevs av Levenstein 1961. Lumbrineris bistriata ingår i släktet Lumbrineris och familjen Lumbrineridae. Inga underarter finns listade i Catalogue of Life.